# 10 Jahre
10 Jahre (alem. "10 años") es el primer álbum recopilatorio de L'Âme Immortelle, con motivo del décimo aniversario de la banda. El booklet contiene fotos y relatos de los miembros de la banda en los 10 años de trayectoria.

## Canciones
1. 5 Jahre - 5 años
2. Phönix - Fénix
3. Nur Du - Sólo tú
4. Tiefster Winter - Los vientos más profundos
5. Aus den Ruinen - Desde las ruinas
6. Fallen Angel - Ángel caído
7. Stumme Schreie - Gritos silenciosos
8. Judgement - Juicio
9. Lass mich fallen - Déjame caer
10. Du siehst mich nicht - No me ves
11. Gefallen - Caer
12. Stern - Estrella
13. Bitterkeit - Amargura
14. Figure In The Mirror - Figura en el espejo
15. Life Will Never Be The Same Again - La vida no volverá a ser la misma

Pistas adicionales
1. Come closer - Acércate más
2. No tomorrow - Sin mañana

- Datos: Q4546881